# بنلی ام۴ سوپر ۹۰
بنلی ام۴ سوپر ۹۰ یک تفنگ ساچمه‌زنی نیمه‌خودکار ایتالیایی ساخته شده توسط بنلی آرمی است.